# Ramón (piosenkarz)
Ramón del Castillo Palop (ur. 3 maja 1985 w Las Palmas de Gran Canaria) – hiszpański piosenkarz i operator filmowy.

## Życiorys

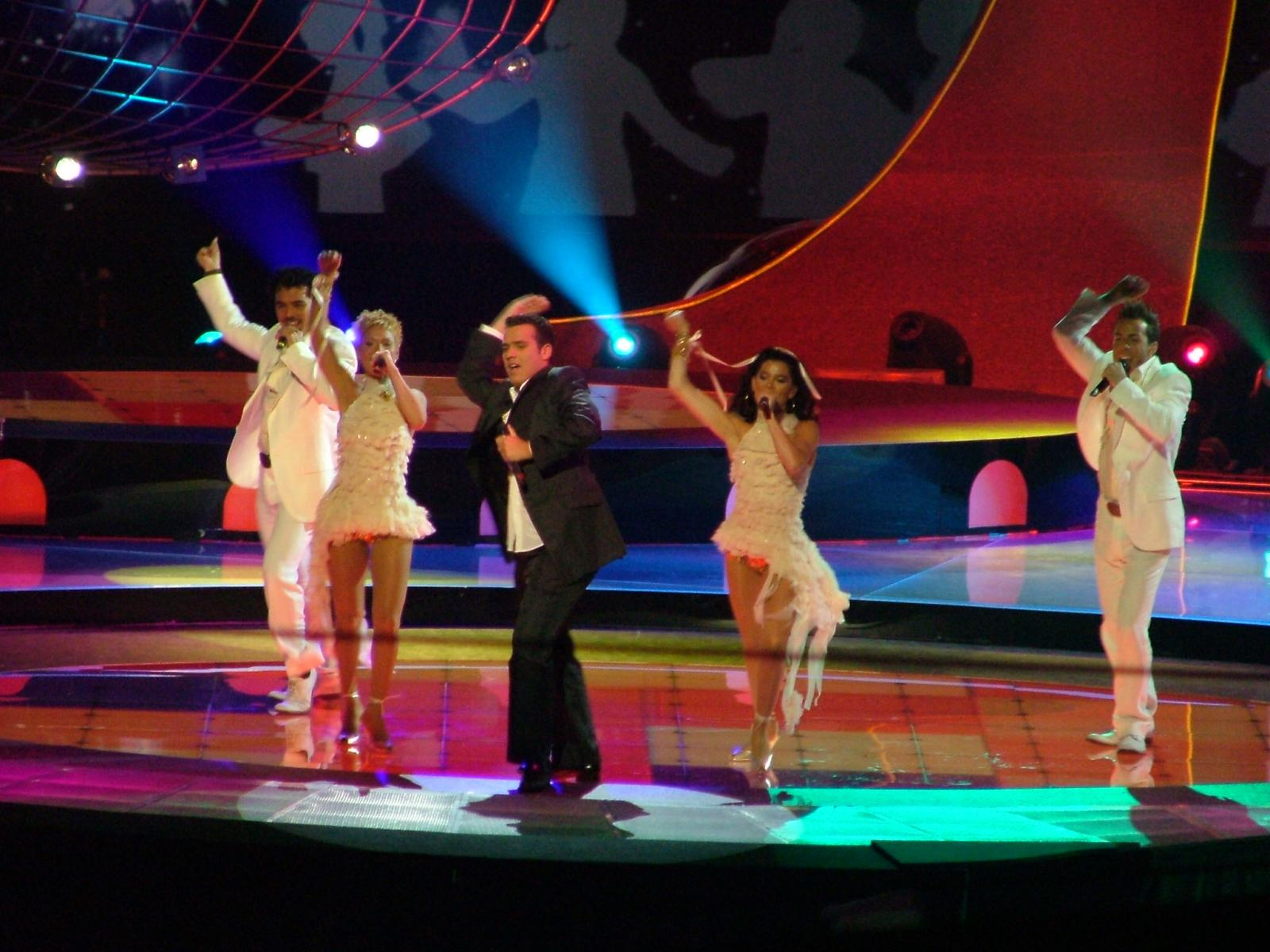
Ramón podczas 49. Konkursu Piosenki Euowizji (2004)

Jesienią 2003 wziął udział w trzeciej edycji programu Operación Triunfo. Choć od początku serii był jednym z faworytów telewidzów do wygrania talent show, w finale zajął drugie miejsce w głosowaniu telewidzów. Po udziale w programie podpisał kontrakt płytowy z wytwórnią Vale Music i wziął udział w specjalnej edycji Operación Triunfo, podczas której wyłaniany był reprezentant Hiszpanii w 49. Konkursie Piosenki Eurowizji w Stambule. W styczniu 2004 zwyciężył w programie z utworem „Para llenarme de ti”, z którym 15 maja 2004 zajął 10. miejsce w finale Eurowizji. Z piosenką „Para llenarme de ti” dotarł do pierwszego miejsca krajowej listy przebojów. Pod koniec maja wydał debiutancki album pt. Es así, z którym zadebiutował na 76. miejscu krajowej listy najczęściej kupowanych płyt.
W 2006 wydał album pt. Cambio de sentido. W 2010 zawiesił karierę muzyczną i skupił się na działalności w branży filmowej. Ukończył studia z produkcji audiowizualnej na IES Politécnico Las Palmas, a w 2013 wyprowadził się do Oslo, gdzie został zatrudniony jako asystent operatora w firmie produkcyjnej Seefood TV. Po kilku latach powrócił do Hiszpanii i rozpoczął pracę w branży gastronomicznej.

## Dyskografia
Albumy studyjne
- Es así (2004)
- Cambio de sentido (2006)